# Ophiactis asperula
Ophiactis asperula is een slangster uit de familie Ophiactidae.
De wetenschappelijke naam van de soort werd in 1858 gepubliceerd door Rodolfo Amando Philippi.